# Mike Eagles
Michael Bryant „Mike“ Eagles (* 7. März 1963 in Sussex, New Brunswick) ist ein ehemaliger kanadischer Eishockeyspieler, der im Verlauf seiner aktiven Karriere zwischen 1980 und 2000 unter anderem 897 Spiele für die Nordiques de Québec, Chicago Blackhawks, Winnipeg Jets und Washington Capitals in der National Hockey League auf der Position des linken Flügelstürmers bestritten hat.

## Karriere
Eagles verbrachte seine Juniorenzeit zunächst zwischen 1979 und 1980 bei den Melville Millionaires in der Saskatchewan Junior Hockey League und bestritt in dieser Spielzeit auch eine Handvoll Spiele für die Billings Bighorns in der Western Hockey League. Nach der Auswahl in der OHL Priority Selection im Sommer 1980 spielte der Stürmer mit Beginn der Saison 1980/81 für die Kitchener Rangers in der Ontario Hockey League. Dort verbrachte er in den folgenden drei Spielzeiten eine überaus erfolgreiche Zeit. Mit dem mit Al MacInnis, Scott Stevens und Brian Bellows gespickten Kader der Rangers gewann Eagles in den Jahren 1981 und 1982 jeweils den J. Ross Robertson Cup, die Meisterschaftstrophäe der OHL. Zudem siegte das Team im Jahr 1982 im Memorial Cup, nachdem es im Vorjahr noch im Finale gescheitert war. Darüber hinaus wurde der Angreifer im NHL Entry Draft 1981 in der sechsten Runde an 116. Stelle von den Nordiques de Québec  aus der National Hockey League ausgewählt.
Nachdem Eagles noch am Ende der Saison 1982/83 für die Nordiques in der NHL debütierte, stand er mit Beginn des Spieljahres 1983/84 für die folgenden beiden Jahre im Kader der Fredericton Express, dem Farmteam Québecs aus der American Hockey League. Auch weil er große Teile der Spielzeit 1984/85 wegen einer Handgelenksverletzung verpasst hatte, stand der mittlerweile 22-Jährige erst zur Saison 1985/86 fest im NHL-Aufgebot der Nordiques und verbrachte dort die folgenden drei Jahre bis zum Juli 1988, ehe er im Tausch für Bob Mason zu den Chicago Blackhawks transferiert wurde. In Diensten der Chicago Blackhawks gelang es dem Kanadier in der Zeit bis zum Dezember 1990 nicht, sich dauerhaft in der NHL zu behaupten und verbrachte immer wieder Zeit bei den Indianapolis Ice in der International Hockey League, die mit den Blackhawks kooperierten. 
Im Dezember 1990 erfolgte ein weiterer Vereinswechsel via Transfer. Im Gegenzug für ein Viertrunden-Wahlrecht im NHL Entry Draft 1991 wechselte Eagles zu den Winnipeg Jets, für die er viereinhalb Jahre bis zum April 1995 in der NHL auflief und dort zumeist mit den Aufgaben eines Defensivstürmers betraut war. Im April 1995 wechselte er schließlich gemeinsam mit Igor Ulanow zu den Washington Capitals. Als Kompensation gab der Hauptstadtklub ein Dritt- und Fünftrunden-Wahlrecht im NHL Entry Draft 1995 an die Winnipeg Jets ab. In Washington verbrachte Eagles weitere fünf Spieljahre, ehe er im Sommer 2000 37-jährig seine aktive Karriere für beendet erklärte.
In der Folge übernahm Eagles zur Saison 2002/03 den Posten des Cheftrainers an der St. Thomas University in seiner Heimatprovinz New Brunswick. Er betreute das in der Canadian Interuniversity Sport spielende Team insgesamt neun Jahre lang bis zum Ende der Spielzeit 2010/11.

### International
Für sein Heimatland nahm Eagles an der Junioren-Weltmeisterschaft 1983 in der Schweiz teil. Dabei konnte er in sieben Turnierspielen sechs Scorerpunkte erzielen, womit er viertbester Scorer aller kanadischen Spieler war. Das Team belegte am Ende der Welttitelkämpfe den dritten Platz.

## Erfolge und Auszeichnungen
- 1981 J.-Ross-Robertson-Cup-Gewinn mit den Kitchener Rangers
- 1982 J.-Ross-Robertson-Cup-Gewinn mit den Kitchener Rangers
- 1982 Memorial-Cup-Gewinn mit den Kitchener Rangers

### International
- 1983 Bronzemedaille bei der Junioren-Weltmeisterschaft

## Karrierestatistik

### International
Vertrat Kanada bei:
- Junioren-Weltmeisterschaft 1983

(Legende zur Spielerstatistik: Sp oder GP = absolvierte Spiele; T oder G = erzielte Tore; V oder A = erzielte Assists; Pkt oder Pts = erzielte Scorerpunkte; SM oder PIM = erhaltene Strafminuten; +/− = Plus/Minus-Bilanz; PP = erzielte Überzahltore; SH = erzielte Unterzahltore; GW = erzielte Siegtore; 1 Play-downs/Relegation; Kursiv: Statistik nicht vollständig)